# Jilavele (gmina)
Jilavele – gmina w Rumunii, w okręgu Jałomica. Obejmuje miejscowości Jilavele i Slătioarele. W 2011 roku liczyła 3538 mieszkańców. 